# John Gretton
John Gretton (Newton Solney, 1 september 1867 - Melton Mowbray, 2 juni 1947) was een Brits zeiler en politicus.
Gretton was van 1897 tot en met 1947 lid van het Britse Lagerhuis en was het enige lid die tijdens zijn lidmaatschap olympisch kampioen werd.
Gretton behaalde tijdens de Olympische Zomerspelen 1900 de titel in de ½-1 ton klasse en de open klasse.

## Resultaten

### Olympische Zomerspelen
| Jaar | Plaats | Resultaten                                                 |
| ---- | ------ | ---------------------------------------------------------- |
| 1900 | Parijs | ½-1 ton wedstrijd 1 · open klasse · 4e ½-1 ton wedstrijd 2 |

- Gemeinsame Normdatei: 1048545083
- Virtual International Authority File: 308178956
- WorldCat: E39PBJc83yYXXpq7CDwRkjxYyd